# All the Young Dudes
"All the Young Dudes" é uma canção escrita pelo cantor e compositor inglês David Bowie, originalmente gravada e lançada como um single pela banda de rock inglesa Mott the Hoople em 1972 pela Columbia Records.
Bowie produziu a canção e ofereceu à banda, depois que eles rejeitaram sua canção "Suffragette City". Posteriormente, o próprio Bowie gravou a música.
Considerada um hino do glam rock, a música recebeu aclamação e foi um sucesso comercial. Em 2021, a Rolling Stone classificou "All the Young Dudes" como a número 166 em sua lista das 500 Maiores Canções de Todos os Tempos. Também é uma das 500 Canções do Rock and Roll Hall of Fame que Moldaram o Rock and Roll.

## Antecedentes e gravação
Em 1972, o Mott the Hoople estava à beira da separação. Após três anos juntos, a banda havia lançado quatro álbuns bem recebidos e desenvolvido um pequeno e leal grupo de fãs, mas não havia conseguido alcançar o sucesso comercial. Uma aparição no programa de televisão da BBC Top of the Pops no final de 1971 não foi suficiente para levar o recente single deles, "Midnight Lady", às paradas de sucesso. A banda também havia terminado uma turnê que os deixou financeiramente instáveis.
Em 4 de fevereiro de 1972, David Bowie enviou à banda uma demo de "Suffragette City" na esperança de que eles a gravassem. A banda a tocou e acreditou que ela não se encaixava em seu estilo. O baixista Pete Watts entrou em contato com Bowie no final de março de 1972 e educadamente a rejeitou, afirmando que a banda havia se separado. Ao saber disso, Bowie entrou em contato com Watts duas horas depois e disse: "Eu escrevi uma música para você desde que conversamos, que poderia ser ótima." Bowie havia acabado de terminar a gravação de dois álbuns consecutivos e tinha outro single, "John, I'm Only Dancing", preparado para lançamento, então ele estava ansioso para escrever para outros artistas. Enquanto o empresário de Bowie, Tony Defries, trabalhava para assinar contrato com a banda com a CBS Records, Bowie se encontrou com Watts alguns dias depois e tocou "All the Young Dudes" no violão. Watts lembrou: "Ele ainda não tinha todas as palavras, mas a música me deixou impressionado, especialmente quando ele chegou ao refrão." Watts então apresentou Bowie ao restante da banda em um escritório localizado na Regent Street em Londres, onde Bowie sentou-se de pernas cruzadas no chão e tocou a música para a banda.
A banda estava extasiada. Ian Hunter recordou: "Ele tocou no violão acústico. Eu soube imediatamente que era um sucesso. Arrepios percorreram minha espinha. Isso só aconteceu algumas vezes na minha vida, quando você sabe que isso é grande". O baterista Dale Griffin disse: "Não podíamos acreditar. No escritório na Regent Street, ele estava dedilhando no violão e eu pensei, ele quer nos dar isso? Ele deve estar louco! Fizemos de tudo para dizer sim! Você não podia deixar de ver que era uma ótima música." Depois de tocar a música, Bowie disse a eles que produziria a faixa para lançamento como um single, enquanto seu empresário, Tony Defries, os informou que ele se tornaria o empresário deles. Sabendo que a faixa seria um sucesso, a banda concordou em não se separar.
O Mott the Hoople gravou "All the Young Dudes" nos Olympic Studios em Londres em 14 de maio de 1972, com Bowie produzindo. A música foi engenheirada e mixada por Keith Harwood e contou com palmas de Nicky Graham e o segurança Stuey George. Descrevendo a sessão, Hunter disse: "Foi um momento emocionante, porque sabíamos que estávamos cantando um sucesso." Bowie gravou um vocal guia para Hunter,, que foi remixado sobre a faixa de acompanhamento original e lançado na coletânea de 1998 All the Young Dudes: The Anthology.
Como relatou Robert Christgau em uma resenha de 1972 no Newsday, a banda adicionou um longo fadeout estendido à música. "Conforme o refrão se repete até desaparecer, Hunter chama: 'Ei, você aí. Você com os óculos. Eu quero você. Eu quero você na frente. Agora.' Em breve, ele ama e enfrenta sua vítima, que imagino ser algum infortunado fã do Emerson, Lake & Palmer. 'Como foi?,' alguém pergunta. A resposta de Hunter mal é audível, a última palavra da música: 'Doente.'" Em seu livro Rock on the Wild Side: Gay Male Images in Popular Music of the Rock Era, Wayne Studer se refere a isso como Hunter "exagerando".

## Composição
"All the Young Dudes" é uma canção de glam rock na tonalidade de Ré. Com seu andamento lento, referências ao suicídio juvenil e chamados a uma audiência imaginária, a canção apresentava semelhanças com "Rock 'n' Roll Suicide" de Bowie, a faixa final de Ziggy Stardust. Descrita como sendo para o glam rock o que "All You Need Is Love" foi para a era hippie, a letra mencionava as estrelas contemporâneas T. Rex e continha referências aos Beatles e Rolling Stones. Os editores da NME, Roy Carr e Charles Shaar Murray, descreveram a faixa como "uma daquelas raras canções de rock que celebram a solidariedade dos descontentes sem angústia ou sentimentalismo".
Bowie afirmou certa vez que a música não foi concebida para ser um hino ao glam e, na verdade, carregava uma mensagem mais sombria de apocalipse. De acordo com uma entrevista de Bowie à revista Rolling Stone em 1973, os rapazes carregam a mesma notícia que o locutor de notícias estava transmitindo na canção "Five Years" de Ziggy Stardust; a notícia era o fato de que a Terra tinha apenas cinco anos de vida restantes. Bowie explica: "All the Young Dudes" é uma canção sobre essa notícia. Não é um hino à juventude, como as pessoas pensavam. É exatamente o oposto." "All the Young Dudes" também é considerada um hino gay. Lou Reed disse: "É um hino gay! Um chamado à mobilização dos jovens para saírem às ruas e mostrarem que eram bonitos, gays e orgulhosos disso."

## Lançamento e repercussão
"All the Young Dudes" foi lançada pela CBS Records no Reino Unido, em 28 de julho de 1972, com o número de catálogo CBS 8271. Foi um sucesso comercial, alcançando o terceiro lugar na UK Singles Chart, o 37º lugar no Billboard Hot 100 dos EUA (em novembro), e o 31º lugar no Canadá (também em novembro). O Mott the Hoople intitulou seu quinto álbum com o nome da música, que foi produzida por Bowie e gravada no Trident Studios em Londres durante o verão de 1972. Durante o outono de 1972, a banda se juntou a Bowie e The Spiders from Mars em uma turnê pelos EUA. Em 29 de novembro, Bowie aumentou sua visibilidade ao apresentá-los no palco, incluindo no Teatro Tower perto de Philadelphia e tocou a música com Hunter; essa apresentação foi lançada no álbum de compilação de 1998 All the Way from Stockholm to Philadelphia.
O lançamento original do Mott the Hoople teve sua letra alterada para que pudesse ser tocado no rádio e na televisão do Reino Unido. A frase no segundo verso: "Wendy's stealing clothes from Marks and Sparks" era uma referência à rede de varejo do Reino Unido Marks & Spencer, também conhecida por esse coloquialismo. Como tal, a reprodução da música em sua forma original teria violado as regulamentações de radiodifusão relacionadas à publicidade em vigor na época. A frase foi substituída por: "Wendy's stealing clothes from unlocked cars".
Bowie começou a tocar "All the Young Dudes" em sua Ziggy Stardust Tour, e uma versão aparece no álbum Ziggy Stardust – The Motion Picture, a gravação ao vivo do último show de Ziggy que foi lançada oficialmente em 1983. A primeira versão lançada por Bowie da música foi em 1974 em David Live. Bowie também havia oferecido "Drive-In Saturday" ao Mott the Hoople após "All the Young Dudes", mas eles recusaram essa oferta, pelo menos parcialmente, devido ao sucesso na época de sua própria música "Honaloochie Boogie". De acordo com uma anedota de Bowie no álbum VH1 Storytellers (2009) (faixa 7), sua irritação com a rejeição o levou a raspar as sobrancelhas enquanto estava na Flórida.
Em 1992, vinte anos após seu dueto na Filadélfia, Bowie e Hunter novamente tocaram a música juntos com os membros sobreviventes do Queen, Mick Ronson, e Def Leppard's Joe Elliott e Phil Collen no Freddie Mercury Tribute Concert. A música também foi destaque nos filmes de 1995 Clueless, no filme de 2007 de Jason Reitman Juno e no filme de 2008 The Wackness. Também é usada no filme de 2010 de Ricky Gervais e Stephen Merchant, Cemetery Junction.

## Recepção
"All the Young Dudes" recebeu aclamação crítica e é considerada uma das melhores gravações do glam rock. Em sua resenha do single, a Record World afirmou que o gancho "ao estilo de 'Hey Jude'" alcança status clássico e que "o vocalista principal Ian Hunter vocaliza e atua magnificamente." Em uma resenha de seu álbum principal, na qual ele o descreve como um dos "discos glam mais satisfatórios", Stephen Thomas Erlewine da AllMusic chama "All the Young Dudes" de "uma das grandes músicas de rock de todos os tempos", elogiando ainda mais o envolvimento de Bowie. Mark Deming, também da AllMusic, elogiou ainda mais a música, chamando-a de uma das melhores canções de Hunter, mesmo que ele não a tenha escrito.
Em 2004, a Rolling Stone classificou "All the Young Dudes" como a posição 253 em sua lista das 500 Maiores Músicas de Todos os Tempos, caindo para a posição 256 em sua lista atualizada de 2010 e subindo para a posição 166 em sua lista revisada de 2021. Ela também está entre as 500 Músicas do Rock and Roll Hall of Fame que Moldaram o Rock and Roll. Jon Savage do The Guardian classificou-a como a quinta melhor música de glam rock de todos os tempos em 2013. Com base nas aparições da música em rankings e listagens profissionais, o site agregador Acclaimed Music lista "All the Young Dudes" como a 7ª música mais aclamada de 1972, a 60ª música mais aclamada dos anos 1970 e a 271ª música mais aclamada da história.

## Créditos
Pessoal de acordo com o biógrafo Chris O'Leary.
- Ian Hunter – vocais principais, piano
- Mick Ralphs – violão, guitarra principal, vocais de apoio
- Pete Overend Watts – baixo, vocais de apoio
- Dale Griffin – bateria, pandeireta
- Verden Allen – órgão Hammond, vocais de apoio
- David Bowie – vocais de apoio
- Stan Tippins – vocais de apoio
- Stuey George – palmas
- Nicky Graham – palmas

## Tabelas

### Tabelas semanais
| Tabela musical (1972)              | Melhor posição |
| ---------------------------------- | -------------- |
| Irlanda (IRMA)                     | 4              |
| Nova Zelândia (Listener)           | 13             |
| Reino Unido (UK Singles Chart)     | 3              |
| Estados Unidos (Billboard Hot 100) | 37             |
| US Cash Box Top 100                | 34             |
| US Record World                    | 32             |
| Canadá (RPM Top Singles)           | 31             |

## Versõescover
"All the Young Dudes" foi regravada por muitos artistas como faixa de álbum, lados-B e em performances ao vivo.
Bruce Dickinson (do Iron Maiden) lançou a canção como um single em 1990, que se tornou um sucesso na Europa setentrional, atingindo o número 23 nas paradas de singles do Reino Unido. A canção também faz parte de seu primeiro álbum solo, Tattooed Millionaire.
A banda japonesa LAZY regravou a música adaptando a letra para seu idioma no seu álbum de reunião Happy Time.

### Versão de David Bowie
A própria versão de estúdio de Bowie, gravada em dezembro de 1972 durante as sessões de Aladdin Sane, permaneceu inédita até 1995, quando apareceu em mono no álbum Rarestonebowie. Posteriormente, foi incluída, novamente em mono, na versão de 2 discos do álbum The Best of David Bowie 1969/1974, na versão dos EUA de Best of Bowie e na edição do 30º aniversário de Aladdin Sane. Uma versão estéreo, que é cerca de um minuto mais curta do que a versão mono, circulou de forma não oficial entre colecionadores e finalmente foi lançada oficialmente em novembro de 2014 no conjunto de compilação de Bowie, Nothing Has Changed. Também existe uma versão que consiste na faixa instrumental da versão de Mott the Hoople com a voz guia de Bowie. Uma variante desta versão, combinando a voz de Bowie nos versos com a de Ian Hunter no refrão, foi lançada na reedição de 2006 de All the Young Dudes. Bowie também usou a música ao contrário como base para "Move On", uma faixa de seu álbum de 1979, Lodger.

### Versão do grupo Dominó
"Dono de Mim" é uma canção do grupo de música pop brasileiro Dominó, incluída em seu álbum autointitulado de 1988. A faixa foi lançada como quarto single, após o sucesso de "Bruta Ansiedade", do mesmo ano.
A versão em português foi feita pelos compositores Aloysio Reys e Biafra, sob encomenda da Discos CBS. Em entrevista, o cantor Biafra afirmou: “Em geral, versão era uma encomenda, para quem quer cantar a música em português. Fiz muita versão para o mercado latino. Lembro que a direção artística da CBS pediu essa versão. Só que a música precisava estar no universo do Dominó, não dava para ser uma letra do David Bowie. Nem sempre as versões têm a ver com as letras originais, até porque o inglês é muito diferente do espanhol”.
O compositor Alysio Reis afirmou que na época da composição, o diretor artístico da CBS era o Sérgio Lopes, que, segundo Reis, deu liberdade de trabalhar da maneira que ele e Biafra quisessem. Ambos compositores acharam interessante mostrar uma reação ao constante esforço da gravadora em suavizar a energia adolescente e torná-la inofensiva.
A versão recebeu algumas críticas desfavoráveis de alguns veículos de imprensa. Edgar Augusto, em sua crítica para o álbum Dominó (1988), no Diário do Pará, achou que as música e o disco serviam para a visão ambiciosa dos produtores mas que não devia agradar tanto ao grupo, que ele considerou fabricado. Ele finda a resenha dizendo: "Quem sabe a letra de "Dono de Mim" não seja uma mensagem velada: "não, não sou mais um, não sou mais um, eu quero ser dono de mim". Já está em tempo".
Como forma de divulgação o grupo cantou a faixa em shows, e em programas de TV, como Os Trapalhões, da TV Globo.
Esse seria o último single do grupo com a participação do integrante Nill, que depois partiu para carreira solo.
"Dono de Mim" foi o único single do Dominó, a não entrar na coletânea de maiores sucessos do grupo, a intitulada Hits, lançada em 1989.

#### Lista de faixas
- Créditos adaptados dos singles de Dono de Mim, de 1988.[40]

#### Single 12"
Lado A
| N.º | Título                              | Compositor(es)                      | Duração |  |
| 1.  | "Dono de Mim (All The Young Dudes)" | David Bowie , Aloysio Reys e Biafra |         |  |

Lado B
| N.º | Título                              | Compositor(es)                     | Duração |  |
| 1.  | "Dono de Mim (All The Young Dudes)" | David Bowie, Aloysio Reys e Biafra |         |  |